# Église d'Alatornio
L'église d'Alatornio (en finnois : Alatornion kirkko) est une église en pierre située à Tornio, en Finlande.

## Historique

### Églises antérieures
Une église de Tornio est déjà mentionnée en l'année 1316, de sorte qu'on peut considérer que la première construction d'église sur l’emplacement de l'église d’Alatornio remonte au plus tard au début du XIVe siècle. Au début le domaine de l'église couvrait la totalité du cours inférieur du Torne, avant qu'il ne fût divisé en 1606 entre les paroisses d’Alatornio (« Le bas-Tornio » ) et d’Ylitornio (« Le haut-Tornio »). 
Il ne subsiste rien de la première église qui était encore en bois. L'église actuelle d’Alatornio est une église de pierre postérieure, mais qui date toutefois d’avant la Réforme. On ne peut savoir exactement à quel moment on a commencé à la construire. Ses caractéristiques architecturales permettent de la classer dans un groupe d'églises de pierre qui ont été construites entre 1480 et 1550. Des sources historiques suggèrent que les Russes ont brulé une église de bois au printemps 1496 lors d’une campagne militaire vers Tornio. Après la destruction de cette église de bois a été construite une église de pierre, pillée encore en 1513 par les Russes. Si l'interprétation est correcte, l'église d’Alatornio devrait dater des premières années du 16e siècle. À côté de la vieille église de Keminmaa l'église d’Alatornio était la plus septentrionale des églises de pierre de Finlande datant du Moyen Âge. 

### Église actuelle
L'église actuelle fut bâtie entre 1794 et 1797. À la place de l'église médiévale se dressa une église en croix classique, utilisant l’ancienne nef comme bras oriental de la croix. 
En 1842, le clocher de l'église d’Alatornio a servi à l'astronome allemand, Friedrich Georg Wilhelm von Struve pour contrôler ses mesures géodésiques. En tant que partie de l’arc géodésique de Struve, l'église d’Alatornio est entrée à partir de 2005 dans le patrimoine mondial de l'UNESCO. 
Jusqu’à la fin 2006, l'église d’Alatornio était l'église paroissiale de la paroisse évangélique luthérienne d’Alatornio qui a commencé par rester indépendante en 1973 après l'incorporation administrative de la municipalité d’Alatornio à la ville de Tornio. Après que les paroisses de Tornio, d’Alatornio et de Karunki se furent réunies, l'église d’Alatornio devint une des trois églises de la paroisse de Tornio.
L'édifice est agrandi par Jacob Rijf et il présente de grandes similarités avec l'église de Skellefteå.
L'architecture des deux églises a été influencées par l'Église Adolphe-Frédéric.
La direction des musées de Finlande a classé l'église et son paysage culturel dans les sites culturels construits d'intérêt national. 

## Galerie

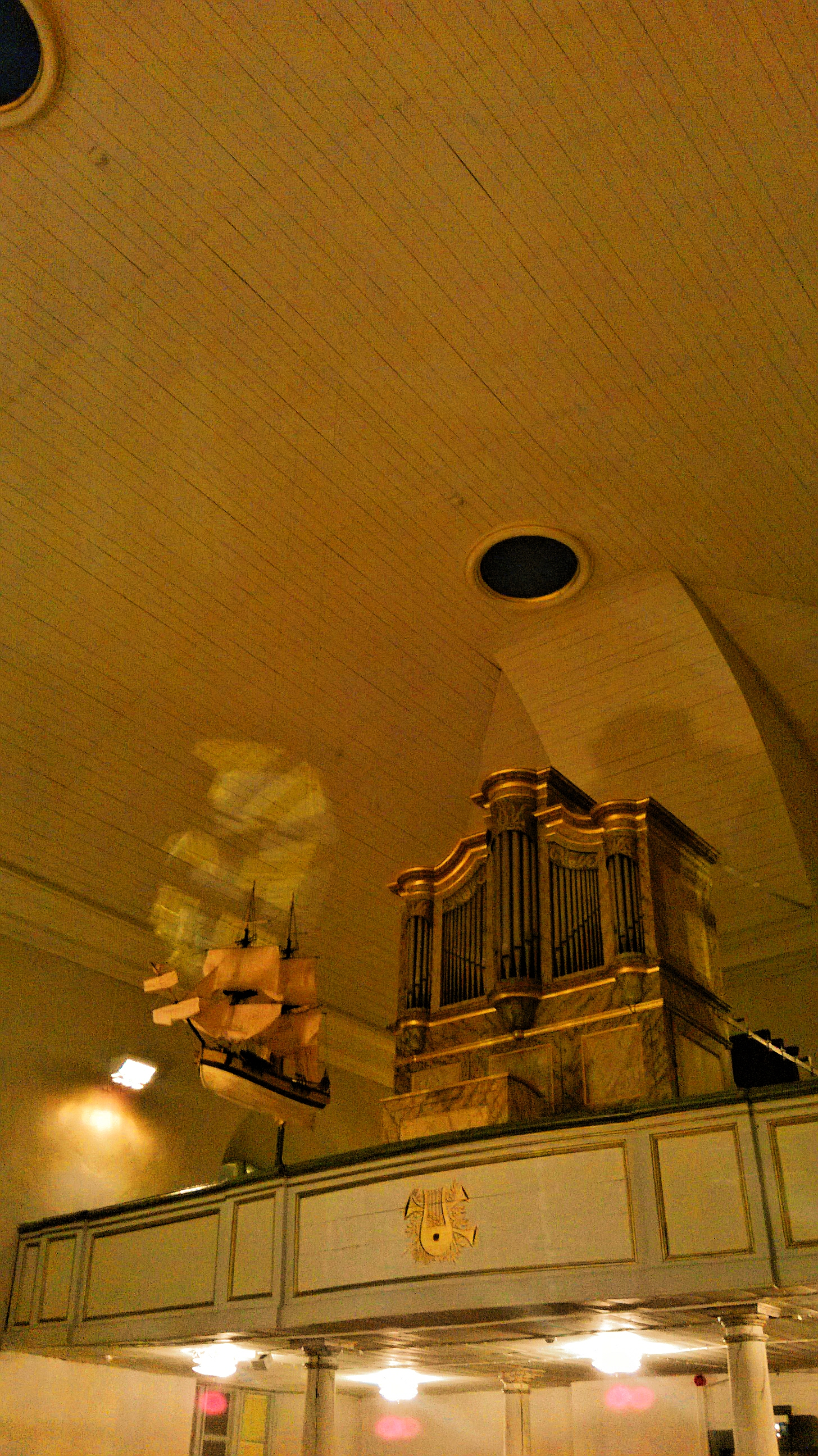
L'ancienne orgue.
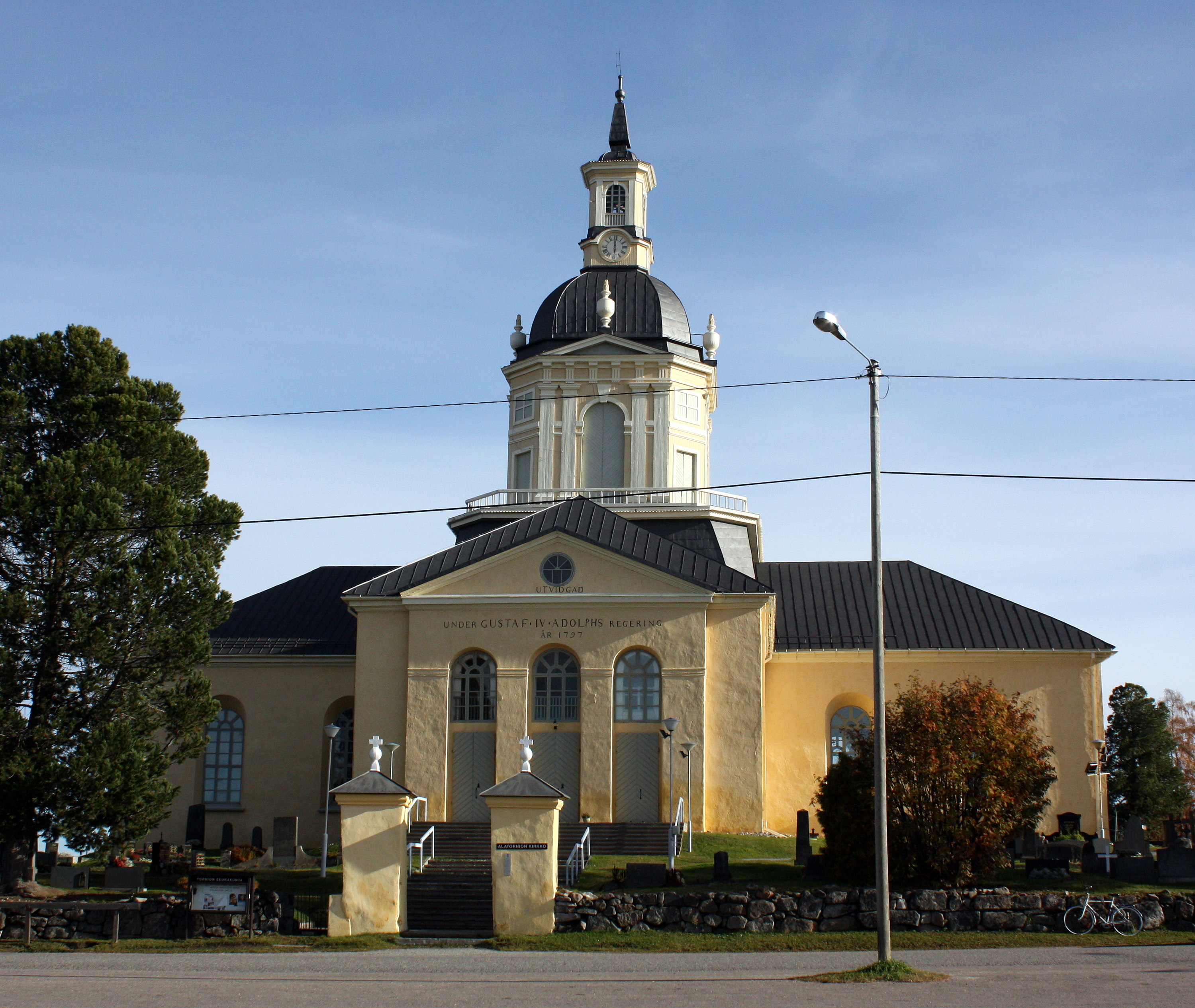
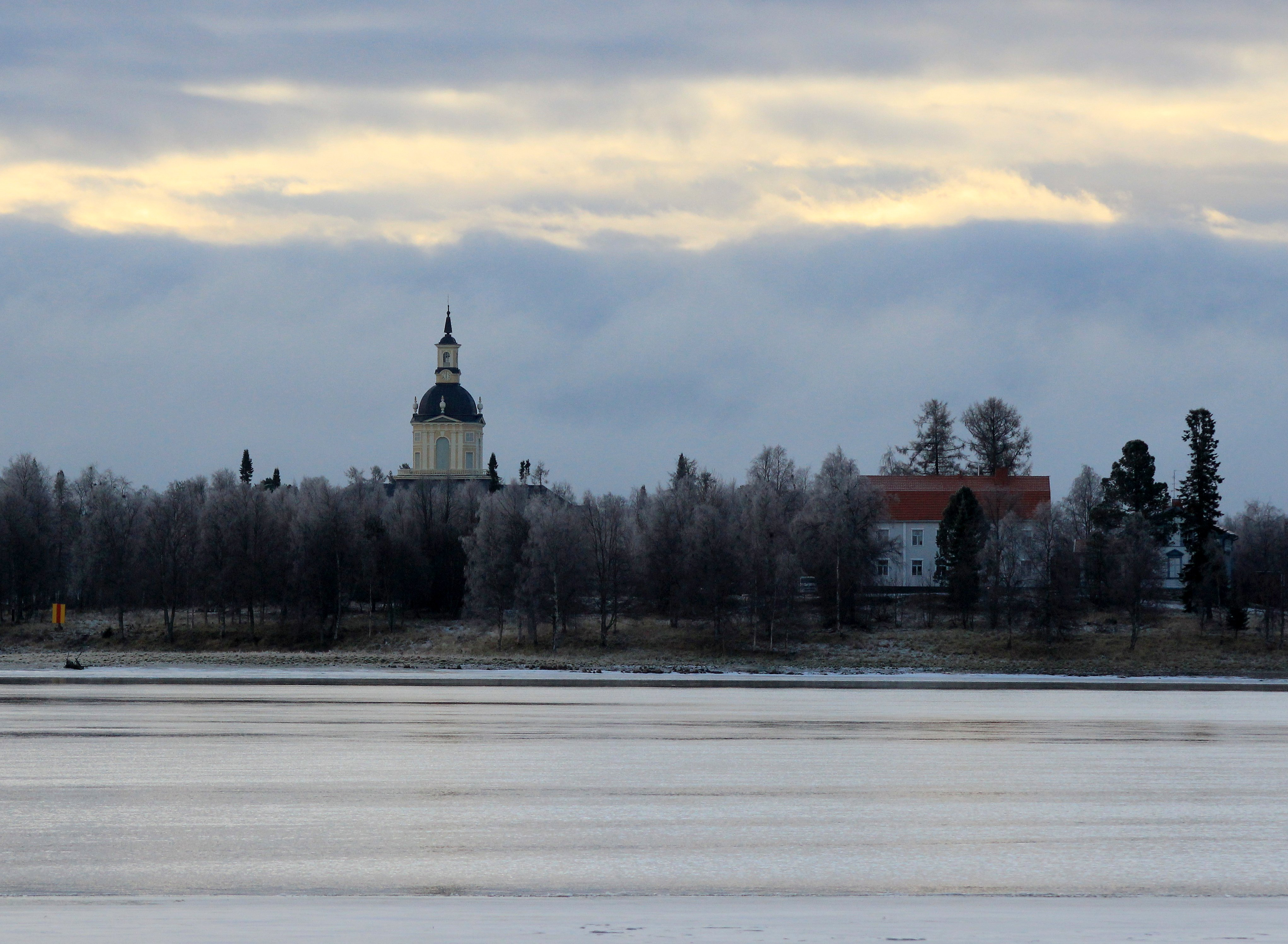
L'église vue de Suensaari.
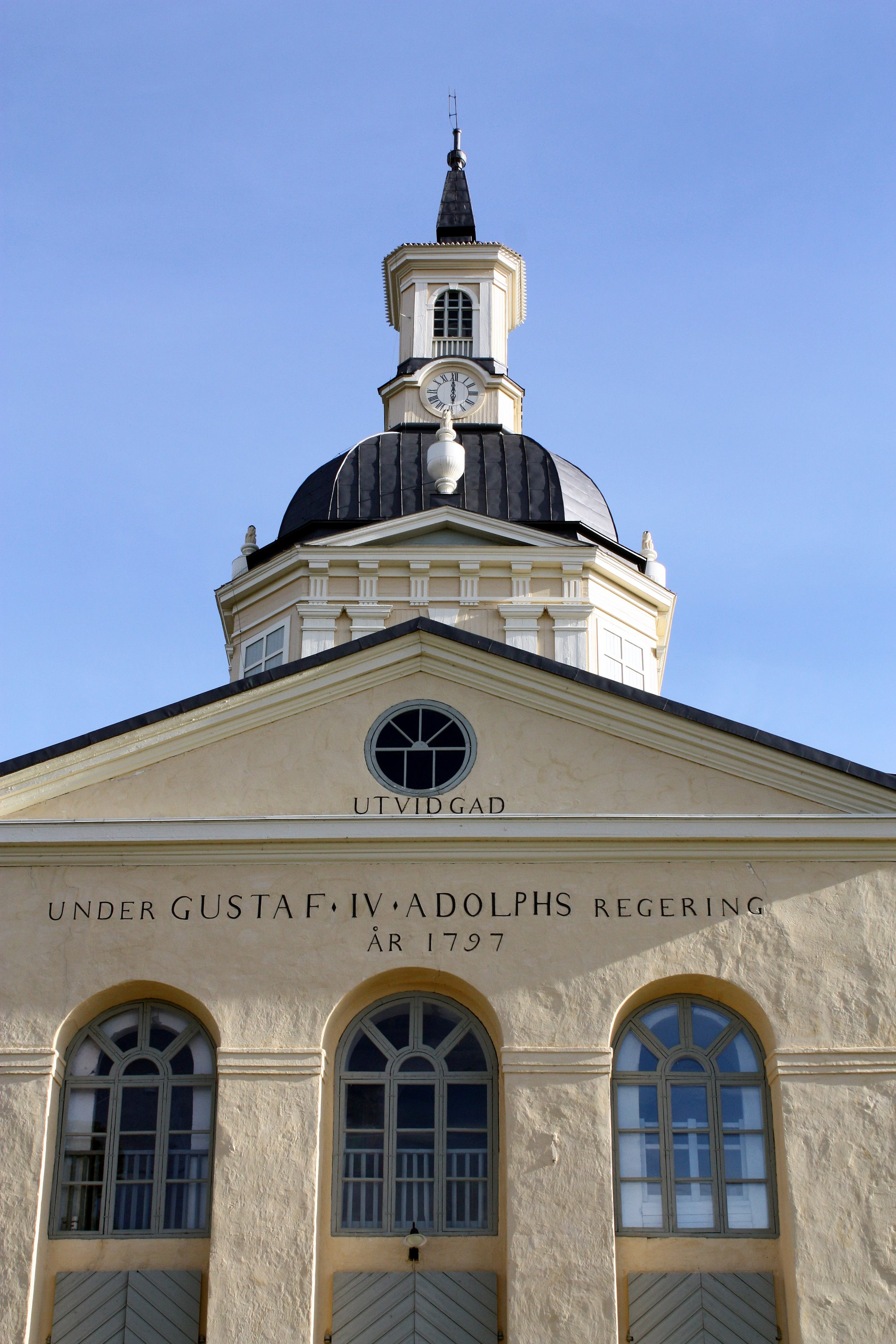
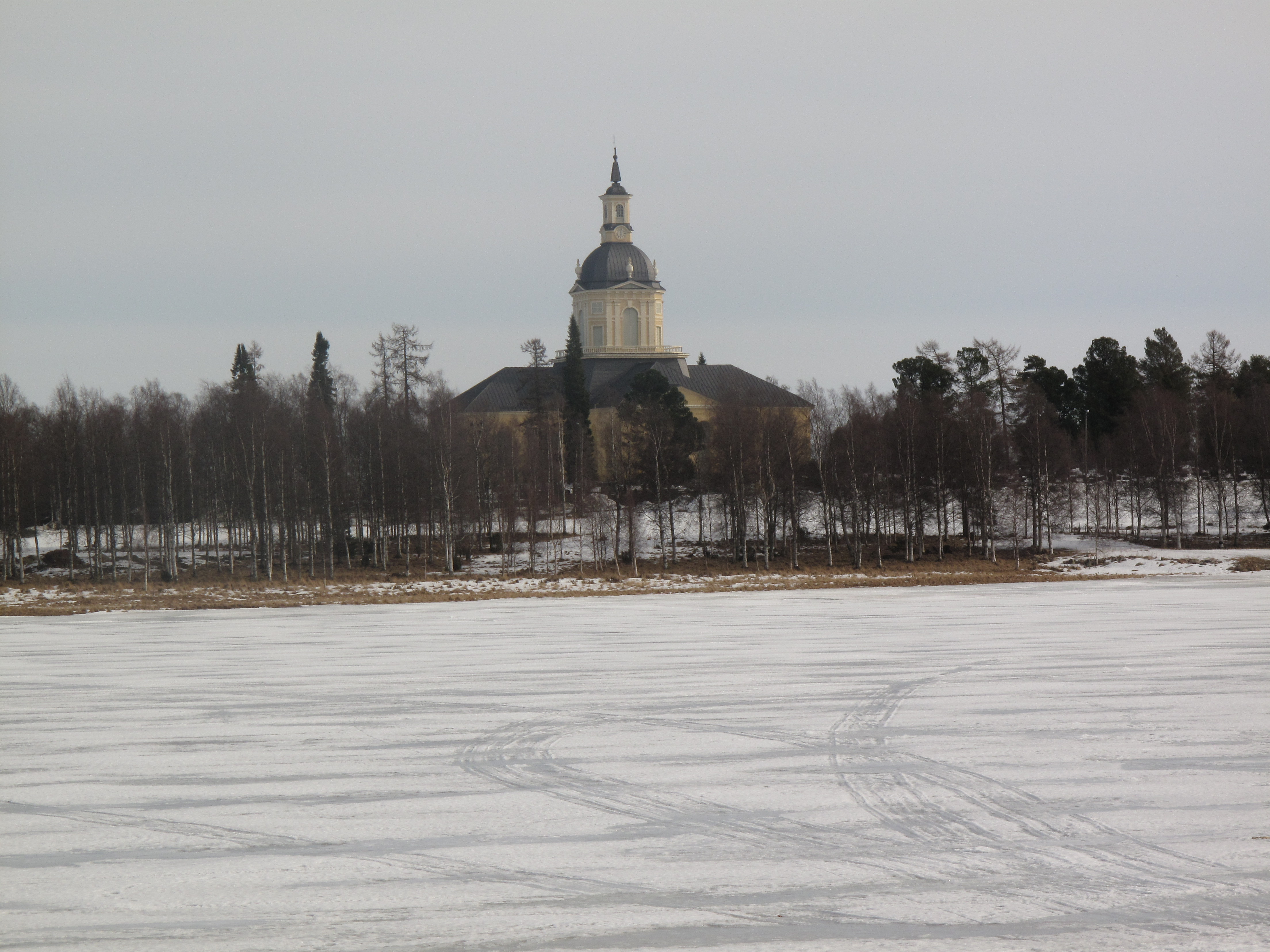